# Sliven
Sliven (bug. Сливен) je grad na jugoistoku Bugarske i upravno sjedište Slivenske oblasti. Sliven je 8. grad po veličini u Bugarskoj sa svojih 115.000 stanovnika, a u Bugarskoj je poznat po svojim hajducima – odmetnicima koji su se borili protiv Osmanskog Carstva. U 19. stoljeću Sliven su zvali "Grad 100 vojvoda" – vojvode su bili vođe hajdučkih četa. Gradonačelnik Slivena je bivši nogometaš Jordan Lečkov.
Pored Slivena nalazi se nacionalni park – Plave stijene (bug. Сините камъни), poznat po čistom zraku i mineralnim izvorima.

## Zemljopisne karakteristike
Sliven se nalazi 300 km. istočno od glavnog grada Sofije, 100 km od Burgasa, 130 km od grčke granice i 130 km od granice s Turske. 
Iznad grada nalazi se planina Karandila (bugarski: Карандила) s vrhom Bulgarka 1181 m s kojeg se pruža lijepi pogled na grad.

## Povijest
Najstarije naselje pronađeno je na brdu Hisarlaka, to je bilo tračko naselje iz V - III st. pr. Kr. Na istom lokalitetu pronađene su i kovanice i keramika iz helenističkog razdoblja. Sliven je podpao pod rimsku vlast oko 71-72 god. pr. Kr.
Prvi pisani izvori o Slivenu su iz II st. pr. Kr., kada se spominje pod imenom Tuida/Suida/Tsuida. Ime je najvjerojatnije tračkog porijekla. 
Nakon podpadanja Trakije i čitave Bugarske pod Otomansko carstvo, Sliven je postao središte sandžaka u ejaletu Rumelija, nakon toga upravno je bio u elajetu Silistra (Elajet Očakov), pa potom u elajetu Edirne (Jedrene) te pred sam kraj Otomanskog carstva u vilajetu Istočna Rumelija, nakon toga ušao je u sastav novostvorene Bugarske 1885. godine.
Sliven je bio značajno središte Bugarskog nacionalnog preporoda, u njemu su rođeni ili djelovali brojni bugarski nacionalni prvaci poput; Hadži Dimitra, Dobrija Čintulova, Evgenija Čapkanova, Ivana Sеliminskog i brojnih drugih. U Slivenu je rođen i Anton Pann skladatelj rumunjske nacionalne himne.

## Gospodarstvo
Rast Slivena kao industrijskog središta otpočeo je krajem XVIII i početkom XIX st. kada je Sliven počeo rasti kao obrtničko trgovačko središte. 1834. god. Dobri Željazkov osnovao je prvu tekstilnu tvornicu u Bugarskoj. Nakon te u Slivenu su proradile i tvornica stakla, kemijskih proizvoda, strojogradnje, prehrane. Rast industrije nastavljen je i nakon drugog svjetskog rata (za vrijeme vladavina komunista). 
Nakon pada socijalizma došlo je do stagnacije i zatvaranja mnogih pogona. U novije vrijeme gospodarstvo Slivena se oporavlja, najznačajnije grane su vinarstvo (Vinprom i Vini Sliven) i pogon internacionalne kompanije 3M (strojevi), proizvodnja odjeće i prehrambenih proizvoda.

## Zbratimljeni gradovi
- Alba Iulia, Rumunjska
- Gera, Njemačka
- Pécs, Mađarska
- Voronjež, Rusija
- Svetlahorsk, Bjelorusija
- Ternopil, Ukrajina
- Tekirdağ, Turska

## Vanjske poveznice
- Fotografije Slivena  Arhivirana inačica izvorne stranice od 1. svibnja 2008. (Wayback Machine)
- Službene stranice grada Slivena
- Vodič kroz Slivensku oblast